# Florian Vondran
Florian Wolfgang Rudolf Vondran (* 1981 in Neuss) ist ein deutscher Transplantationsmediziner und Viszeralchirurg mit einem Schwerpunkt im Bereich der Leber-, Gallenwegs- und Pankreaschirurgie.

## Leben
Florian Wolfgang Rudolf Vondran besuchte von 1987 bis 1997 die Grundschule und das Gymnasium in Düsseldorf. Nach Erreichen der Hochschulreife in Repton (Derby, England) im Jahr 1999 begann er im Folgejahr ein Studium der Humanmedizin an der Georg-August-Universität in Göttingen. 2002 erfolgte nach Abschluss des Physikums ein Wechsel des Studienortes an die Humboldt-Universität Berlin mit Erhalt eines Stipendiums der Studienstiftung des Deutschen Volkes. Im Jahr 2007 erhielt er die Approbation, ein Jahr später die Promotion unter Peter Neuhaus an der Charité Berlin. Als Postdoktorand führte Vondran seine wissenschaftliche Tätigkeit im Transplantationslabor der Medizinischen Hochschule Hannover fort. Seine klinische Ausbildung begann er im Jahr 2010 in der Klinik für Allgemein-, Viszeral- und Transplantationschirurgie der Medizinischen Hochschule unter Jürgen Klempnauer. Nach seiner Habilitation im Jahr 2015 folgte die Ernennung zum außerplanmäßigen Professor im Jahr 2019. 2016 wurde ihm der Theodor Billroth-Preis der Deutschen Gesellschaft für Allgemein- und Viszeralchirurgie für seine Habilitation verliehen. Im selben Jahr wurde er in die Exzellenzakademie des Konvents der Lehrstuhlinhaber für Allgemein- und Viszeralchirurgie aufgenommen. Von 2017 bis 2023 fungierte Vondran als Oberarzt zunächst im Bereich der Transplantationschirurgie, im weiteren Verlauf auch als Bereichsleiter der Leber-, Gallenwegs- und Bauchspeicheldrüsenchirurgie und Leitender Oberarzt der Klinik. Im November 2023 folgte er dem Ruf auf eine W3-Professur der Uniklinik RWTH Aachen und ist seitdem Direktor der Klinik für Allgemein-, Viszeral-, Kinder- und Transplantationschirurgie.

## Klinische und wissenschaftliche Schwerpunkte
Seine klinischen Schwerpunkte umfassen die chirurgische Behandlung gut- und bösartiger Erkrankungen der Leber, Gallenwege und der Bauchspeicheldrüse. Er setzt dabei auf moderne und schonende Verfahren wie der laparoskopischen und roboter-assistierten Chirurgie und ist zudem ausgewiesener Experte auf dem Gebiet der Nieren-, Leber- und Pankreastransplantation sowie der maschinellen Organperfusion. Zu seinen Forschungsschwerpunkten zählen die Leberregeneration im Rahmen der Resektion, die Optimierung von Verfahren zur Organkonservierung und -protektion vor Lebertransplantation sowie die Xenotransplantation.

## Mitgliedschaften
Vondran ist Mitglied von zahlreichen Fachgesellschaften und Kommissionen, unter anderem dem Berufsverband der Deutschen Chirurgen e.V., der Deutschen Gesellschaft für Allgemein- und Viszeralchirurgie, der Deutschen Transplantationsgesellschaft sowie dem Deutschen Hochschulverband und war von 2021 bis 2023 gewähltes Mitglied des Senats der Medizinischen Hochschule Hannover.

## Privat
Vondran ist verheiratet und Vater dreier Kinder. Sein Großvater ist der Physiker und Nobelpreisträger Wolfgang Paul, sein Vater der Industriejurist und Politiker Ruprecht Vondran.